# Giải Tinh thần độc lập cho kịch bản hay nhất
Giải Tinh thần độc lập cho kịch bản hay nhất là một trong các giải Tinh thần độc lập dành cho kịch bản phim không sản xuất ở Hollywood, được bầu chọn là hay nhất. Giải này được lập từ năm 2000.

## Kịch bản đoạt giải & được đề cử
- 2000: You Can Count on Me người viết Kenneth Lonergan
  - Chuck & Buck - Mike White
  - Love & Sex - Valerie Breiman
  - Two Family House - Raymond De Felitta
  - Waking the Dead - Robert Dillon
- 2001: Memento - Christopher Nolan
  - The Believer - Henry Bean
  - In the Bedroom - Robert Festinger & Todd Field
  - Monster's Ball - Milo Addica & Will Rokos
  - Waking Life - Richard Linklater
- 2002: The Good Girl - Mike White
  - Lovely & Amazing - Nicole Holofcener
  - Roger Dodger - Dylan Kidd
  - Thirteen Conversations About One Thing - Jill Sprecher & Karen Sprecher
  - Tully - Hilary Birmingham & Matt Drake
- 2003: Lost in Translation - Sofia Coppola
  - American Splendor - Shari Springer Berman & Robert Pulcini
  - A Mighty Wind - Christopher Guest & Eugene Levy (và phần còn lại của toàn vai diễn)
  - Pieces of April - Peter Hedges
  - Shattered Glass - Billy Ray
- 2004: Sideways - Alexander Payne & Jim Taylor
  - Before Sunset - Richard Linklater, Julie Delpy & Ethan Hawke
  - The Door in the Floor - Tod Williams
  - How to Get the Man's Foot Outta Your Ass - Mario Van Peebles & Dennis Haggerty
  - Kinsey - Bill Condon
- 2005: Capote - Dan Futterman
  - Nine Lives - Rodrigo García
  - The Squid and the Whale - Noah Baumbach
  - The Three Burials of Melquiades Estrada - Guillermo Arriaga
  - The War Within - Ayad Akhtar, Joseph Castelo & Tom Glynn
- 2006: Thank You for Smoking - Jason Reitman
  - Friends with Money - Nicole Holofcener
  - The Illusionist - Neil Burger
  - The Painted Veil - Ron Nyswaner
  - Sorry, Haters - Jeff Stanzler
- 2007: The Savages - Tamara Jenkins
  - The Diving Bell and the Butterfly - Ronald Harwood
  - Starting Out in the Evening - Fred Parnes & Andrew Wagner
  - Waitress - Adrienne Shelly
  - Year of the Dog - Mike White
- 2008: Vicky Cristina Barcelona - Woody Allen
  - Sugar - Anna Boden & Ryan Fleck
  - Synecdoche, New York - Charlie Kaufman
  - Savage Grace - Howard A. Rodman
  - Sangre de mi Sangre - Christopher Zalla